# Catocala nurus
Catocala nurus är en fjärilsart som beskrevs av Walker 1857. Catocala nurus ingår i släktet Catocala och familjen nattflyn. Inga underarter finns listade i Catalogue of Life.